# Tutmes al II-lea
Pentru alte sensuri, vedeți Tuthmes.
Tutmes al II-lea (n. 1510 î.Hr. – d. 1479 î.Hr.), a fost un faraon din dinastia a 18-a a Egiptului antic. A domnit în perioada 1493/1494–1479 î.Hr.
A fost fiul faraonului Tutmes I cu a doua soție a sa, Mutnofret. În momentul morții tatălui său, avea aproximativ 21 de ani și în acel moment era fiul său cel mare, întrucât ambii fii mai mari ai lui Tutmes I, Amenmos și Uzhdmos, au murit înaintea tatălui lor. Se presupune că s-a căsătorit imediat cu sora sa vitregă, tânăra prințesă Hatșepsut, care nu avea mai mult de 15 ani în acest moment. Această căsătorie a fost făcut pentru a întări drepturile lui Tutmes al II-lea la tron, deoarece Hatșepsut, născut din Tutmes I de marea regină Ahmose Hent-temehu, era primul moștenitor al tronului. Conform declarațiilor făcute mai târziu de Hatșepsut această căsătorie a fost încheiată împotriva voinței regretatului monarh, care nu l-a numit niciodată pe Tutmes al ll-lea drept moștenitor și ar fi preferat ca fiica sa să domnească singură.
Judecând după mumie, noul rege era un tânăr elegant, a cărui înălțime era de aproximativ 1,7 m.  Era cu umeri largi, dar nu foarte puternic. Avea un cap mai mare decât tatăl său care era războinic și scund. În același timp, a moștenit dinții din față superiori proeminenți de la strămoși, iar bărbia lui, ca și ceilalți membri ai familiei, este ușor înclinată. Tutmes al II-lea avea părul ondulat, brun închis, dar în momentul morții sale, la 40 de ani, era aproape chel. Era o persoană extrem de sofisticată, dovadă fiind trăsăturile moi și ușor efeminate ale feței sale. Caracterul lui Tutmes al II-lea, aparent, era foarte diferit de cel al lui Hatșepsut.

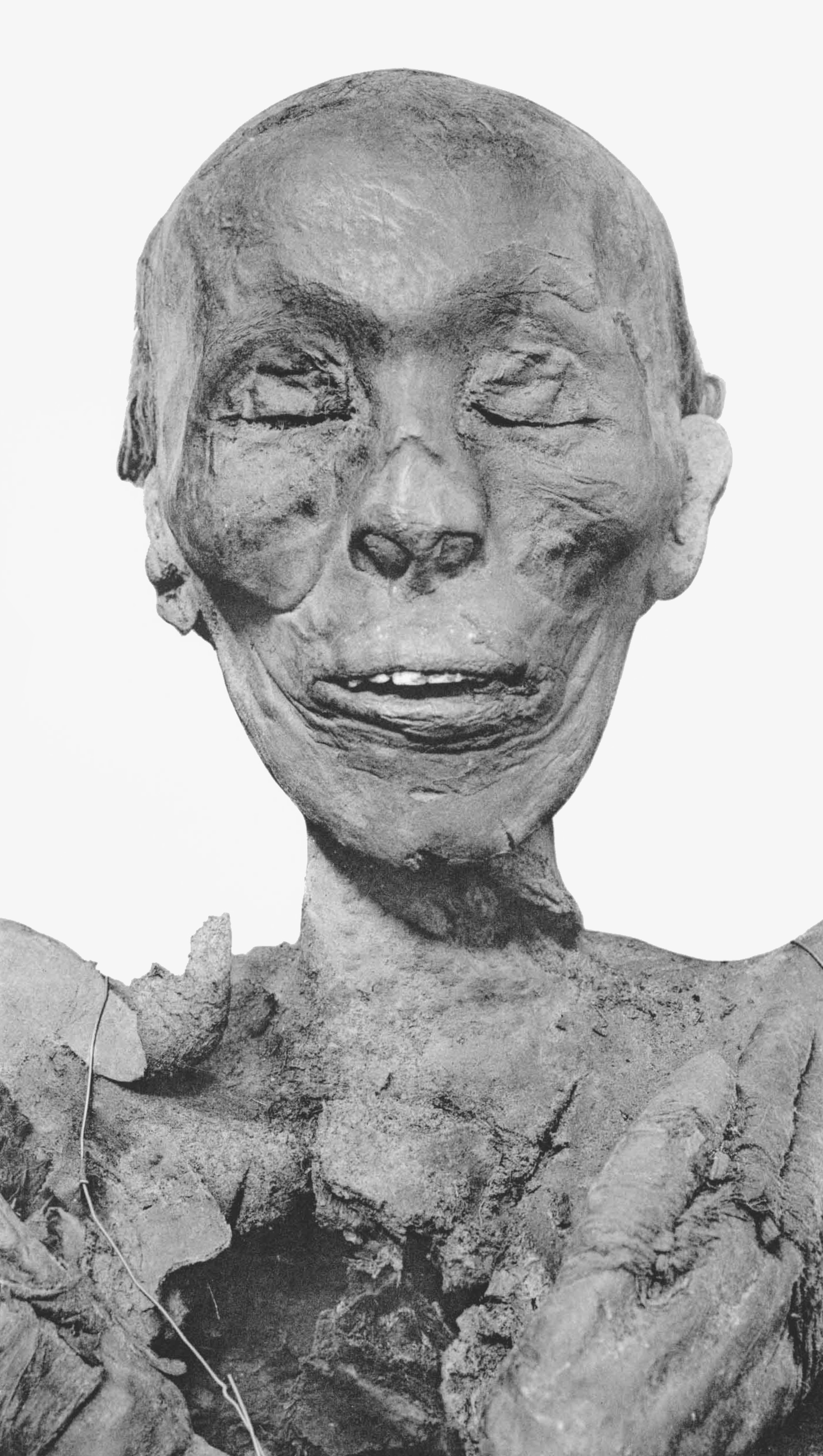
Capul mumificat al lui Tutmes al II-lea

Corpul lui Tutmes al II-lea a fost descoperit în 1881 în mormântul DB320 de la Deir el-Bahri deasupra Templului mortuar al lui Hatșepsut și poate fi văzut astăzi în Muzeul Egiptean din Cairo. A fost înmormântat împreună cu alți conducători din dinastia a 18-a și a 19-a, inclusiv Ahmose I, Amenhotep I, Tutmes I, Thutmose III, Ramses I, Seti I, Ramses al II-lea și Ramses al IX-lea. Mumia sa a fost desfăcută de Gaston Maspero la 1 iulie 1886.